# Christian Caulker
Christian Caulker, né le 25 décembre 1988 à Freetown, est un footballeur professionnel sierraléonais, jouant au poste de gardien de but.

## Biographie

### Clubs
Il passe toute sa carrière au club Kallon FC de Freetown, à l'exception d'une année de prêt, en 2011, où il joue pour le club suédois de Västerås SK FK, participant à 14 rencontres,.

### Carrière internationale
Gardien titulaire de l'équipe nationale de Sierra Leone depuis 2010, il participe à 20 matchs internationaux, dont 11 dans le cadre des qualifications pour la coupe du monde de 2010 et pour celle de 2014.